# Tales of Phantasia
Tales of Phantasia (テイルズ オブ ファンタジア, Teiruzu obu Fantajia) é um jogo de RPG para Super Nintendo, publicado pela Namco e lançado no Japão em 1995, vendendo 212.000 cópias. Esse jogo é o primeiro da série Tales of, sendo mais tarde relançado para PlayStation, Game Boy Advance e PlayStation Portable. Enquanto que versão do Super Famicom não tinha um nome de gênero característico, as versões para PS1 e GBA de Tales of Phantasia foram classificados como Legendary RPG (伝説のRPG, Densetsu no RPG) (RPG Lendário), e a versão para PSP Tales of Phantasia ~ Full Voice Edition's foi classificado como Legendary RPG Embellished with Voices (声が彩る、伝説のRPG, Koe ga irodoru, densetsu no RPG) (RPG Lendário enriquecido com vozes). Este jogo foi originalmente desenvolvido pela WolfTeam, escrito e programado por Yoshiharu Gotanda, projetado por Masaki Norimoto e musicado por Motoi Sakuraba e Shinji Tamura. Os desenhos das personagens foram projetados por Kōsuke Fujishima, e uma série de anime baseada no jogo também foi criada. Junto com StarOcean, esse game forçou além dos limites o hardware do Super Nintendo.

## Jogabilidade

### Sistemas de batalha
LMB – Linear Motion Battle
Um dos maiores destaques de ToP é seu sistema de batalha, batizado simplesmente de LMB ( Linear Motion Battle ). Nele você controla seu personagem em batalhas completamente em tempo real, dando ordens a seu grupo ou deixar que todos ataquem de uma vez, podendo até mesmo executar combos de mais de trinta hits. O jogo também possui um sistema de classes e para ter as classes é necessário cumprir certas condições especiais, como falar com alguém ou fazer uma entrega de algo. Cless, por exemplo começa como Apprentice, podendo terminar como Fencer, como seu pai.
FVD - Flexible Voice Driver
Normalmente, o hardware de som do Super Famicom (SNES) não suportaria reproduzir vozes perfeitamente. Porém com a tecnologia FVD, pode-se incluir músicas inteiramente cantadas. Um exemplo disso é a música tema "The Dream Will Not Die" ( O Sonho Não Vai Morrer ). Todos os ataques e magias são completamente falados, mas você pode controlar as vozes no jogo. Muitos atores famosos do Japão emprestaram suas vozes no jogo.
O sistema de magias foi muito elogiado, existem três tipos de disciplinas para poder se aprender com espadas. A abertura é parecida com animes japonês. Outra peculiaridade no título é a forma como os personagens ganham suas técnica, Mint é a mais normal de todos, recebendo suas magias de acordo com o seu progresso. Klarth, o invocador, precisa contactar e fazer contratos com os elementais e outras criaturas para que possa executar as mega-poderosas Summon Magics. Arche ganha seus feitiços ao falar com as pessoas, pagar para mestres ou coisas do gênero.

## Sinopse do Jogo
Há muitos anos, um rei chamado Dhaos veio para o planeta do jogo, vindo de Derris-Kharlan, e travou uma guerra contra aquele mundo. Através da força, conquistou e governou diversas regiões durante muito tempo. Até que quatro guerreiros, liderados pelo feiticeiro Edward D. Morrison, conseguiram derrotar o monarca, que foge para o futuro, sendo selado pelo descendente de Edward, Tornix D. Morrison, e seus amigos. As chaves para o esquife eram dois medalhões. Um fica com Miguel Alvein e o outro Meryl Adnade.
O tempo passa. Entre os bravos heróis que selaram Dhaos estavam Miguel Alvein, o mestre espadachim, e Maria Alvein, a arqueira, que voltaram à sua cidade natal, Totus, onde voltaram a viver especificamente e tiveram um filho, Cless. Desde muito pequeno, Miguel ensinava ao pequeno como empunhar um sabre de cavaleiro, tendo em vista seu futuro como guardião do medalhão. Mas seus treinamentos não chegaram a se completar. Um dia, durante uma caçada do rapaz com seu amigo Chester, o vilarejo fora atacado. Miguel e Maria lutaram o máximo até que suas forças abandonassem seus corpos. Mas, ainda assim, forças desconhecidas conseguiram derrubá-los, queimado o vilarejo e assassinando a todos que ali viviam. Chester opta por ficar por ali, cuidando do enterro de seus conhecidos e familiares. Cless, em contrapartida, prefere correr o mundo em busca de uma resposta para o ato brutal e, se necessária, uma vingança contra os mandantes.
E assim tem-se início a incrível aventura de Cless Alvein, que parte de sua vila sem a menor ideia do fardo que carregava como descendente dos heróis que selaram o rei maligno. Um enredo que se desenrola entre as linhas temporais, ora no presente, tentando impedir que os assassinos de seus pais quebrem o selo de Dhaos, ora no futuro, caçando o próprio Dhaos, que começa a sugar a energia do planeta para reconstruir seu poder; ora no passado, impedindo que Dhaos conquiste o mundo na famosa Guerra Contra Dhaos.
Ao lado do espadachim, outros guerreiros aceitam para si o dever de proteger o mundo. Chester Barklight, arqueiro e melhor amigo de Cless, divide os mesmo anseios do combatente de Totus, em busca daqueles que tiveram a crueldade de assassinar sua irmã Amy Barklight, de cinco anos. Apesar de parecer uma pessoa calma, sua ansiedade e impetuosidade já lhe causaram muitos problemas. Mint Adnade, a jovem curandeira de dezessete anos, se vê atraída de certa forma pelo rapaz. O fato de ser filha de Meryl Adnade, a curandeira que selara Dhaos juntamente com Morrison e os pais de Cless, ter sido assassinada pelos mesmo que queimaram Totus, contribuiu para sua decisão. Arche Klaine, uma feiticeira meio-elfa de dezessete anos com a incrível capacidade de voar em uma vassoura. Klarth F.Lester, o invocador, resolve partir com o grupo para adquirir conhecimento. Por fim, Suzu Fujibayashi, personagem que estava presente na versão original, mas não se unia aos heróis. Fora estes, temos também Martel, o espírito do planeta, que revela a absorção de sua energia por um ser de poder imensamente maior que o dela, sendo uma espécie de mentora aos guerreiros; e Tornix, o mago que banira Dhaos uma vez, mas que fora perdendo seus poderes com o passar do tempo.

## Personagens
- Cress Albane / Cless Alvein (クレス・アルベイン, Kuresu Arubein): Personagem principal do jogo.
- Chester Barklight (チェスター・バークライト, Chesutā Bākuraito):
- Mint Adnade (ミント・アドネード, Minto Adonēdo):
- Claus F. Lester / Klarth F. Lester (クラース・F・レスター, Kurāsu F. Resutā):
- Arche Klein / Arche Klaine (アーチェ・クライン, Āche Kurain):
- Suzu Fujibayashi (藤林すず , Fujibayashi Suzu ):

## Anime
Esse jogo foi lançado também no Japão como um anime em 4 OVAs, contendo a mesma história do jogo resumidamente.